# 德瓦斯
德瓦斯（Dewas），是印度中央邦Dewas县的一个城镇。总人口230658（2001年）。

## 人口
该地2001年总人口230658人，其中男性120610人，女性110048人；0—6岁人口33492人，其中男17704人，女15788人；识字率69.48%，其中男性为76.79%，女性为61.48%。